# هامش الاستئصال
هامش الاستئصال أو الهامش الجراحي هو هامش الأنسجة غير الورمية على ما يبدو حول الورم الذي تمت إزالته جراحيًا يسمى «استئصال» في جراحة الأورام. الاستئصال هو محاولة لإزالة ورم سرطاني بحيث لا يمتد أي جزء من الورم الخبيث إلى ما بعد حواف أو هامش الورم المستأصل والأنسجة المحيطة. يتم الاحتفاظ بها بعد الجراحة وفحصها مجهريًا من قبل أخصائي علم الأمراض لمعرفة ما إذا كان الهامش خاليًا بالفعل من الخلايا السرطانية. إذا تم العثور على خلايا سرطانية عند الحواف فمن غير المرجح أن تحقق العملية النتائج المرجوة. 
يتم تصنيف الورم المتبقي في الموقع الأساسي بعد العلاج (لا يعالج الهامش الجراحي كما يعتقد عادة) من قبل الطبيب الشرعي على أنه (AJCCالاصدار 8):
- R0 -لا توجد خلايا سرطانية تُرى مجهريًا في موقع الورم الأساسي.
- R1 - توجد الخلايا السرطانية مجهريًا في موقع الورم الأساسي.
- R2 - ورم متبقٍ مجهري في موقع السرطان الأولي أو العقد الليمفاوية الإقليمية. لا يشمل المرض النقيلي الذي تم تحديده ولكن لم يتم أخذ عينات منه في وقت الجراحة.

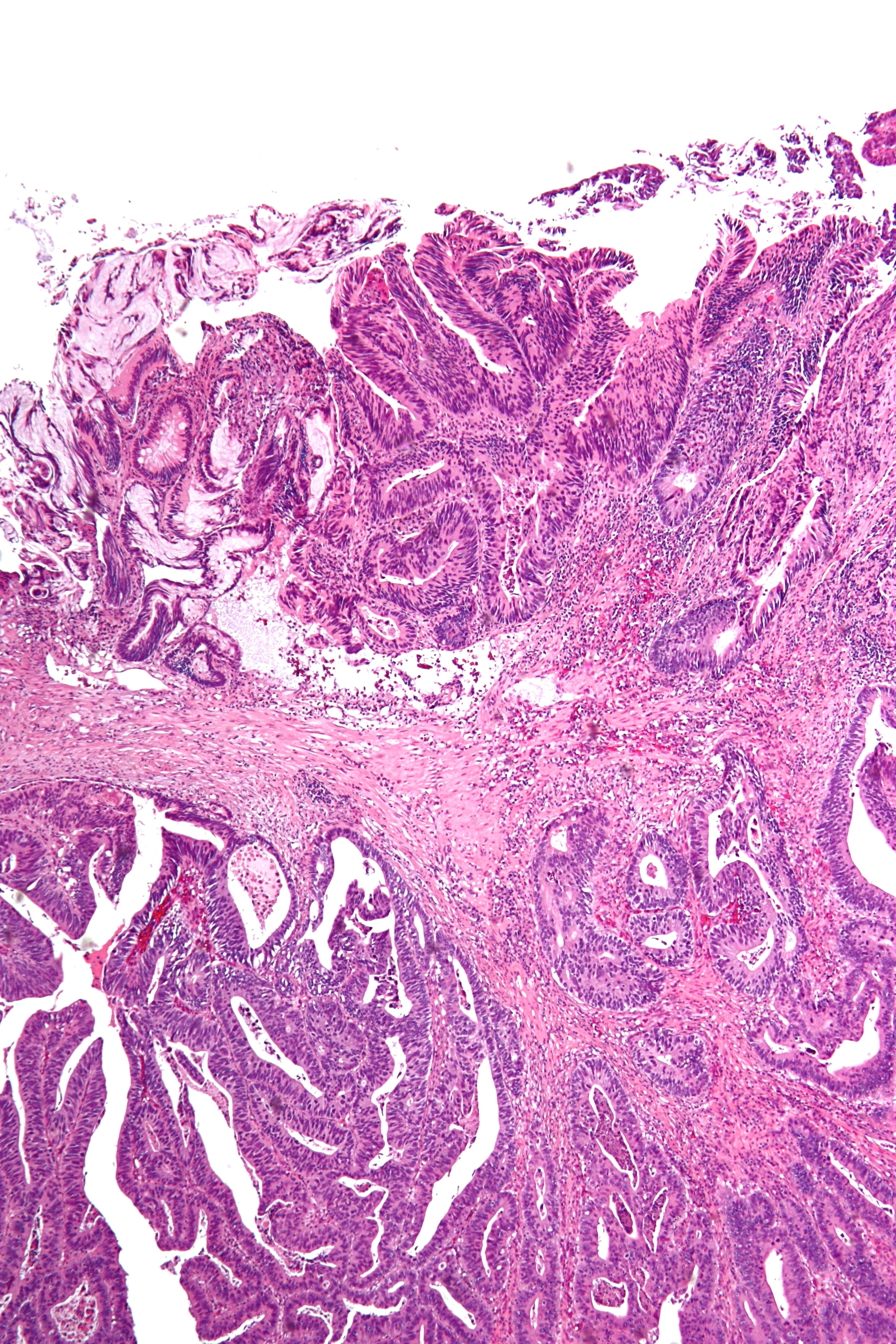
Micrograph showing a positive cauterized surgical margin in an adenocarcinoma (center-top of image). صبغة الهيماتوكسيلين واليوزين.

حالة الهامش بعد استئصال الورم (الإصدار الثامن من AJCC):
- الهامش السلبي: لا يوجد ورم في الهامش.
- الهامش الموجب المجهري: تم تحديد الورم مجهريًا على الهامش.
- الهامش الإيجابي العياني: الورم المحدد بشكل صارخ على الهامش.
- لم يتم تقييم الهامش.

يعد حجم الهامش مشكلة مهمة في المناطق المهمة وظيفيًا (على سبيل المثال، الأوعية الكبيرة مثل الشريان الأورطي أو الأعضاء الحيوية) أو في المناطق التي يتم فيها تقليل نطاق الجراحة بسبب مخاوف جمالية (على سبيل المثال، الورم الميلانيني في الوجه أو سرطان الخلايا الحرشفية في القضيب). يمكن أن يختلف الحجم المطلوب للهامش حول الورم. في عمليات استئصال سرطان الثدي، يبدو أن هناك فرقًا بين أطباء الأورام بالإشعاع الأوروبيين والأمريكيين، حيث يفضل الأول هوامش أكبر تزيد عن 5 مم.
```
[
2
]
```

بصرف النظر عن الأساليب التقليدية التي تبحث في «الحلاقة» الملطخة (شرائح رقيقة من الأنسجة التي تم إزالتها من حافة الهامش) أو البصمات الملطخة والملطخة، فإن التقنيات الحديثة المستخدمة لتقييم الهوامش تشمل الأشعة السينية مع الضغط، والعينات المجمدة، والتقنيات الجديدة مثل كالتصوير المقطعي البصري والتحليل الكمي للانعكاس الانعكاسي المنتشر.

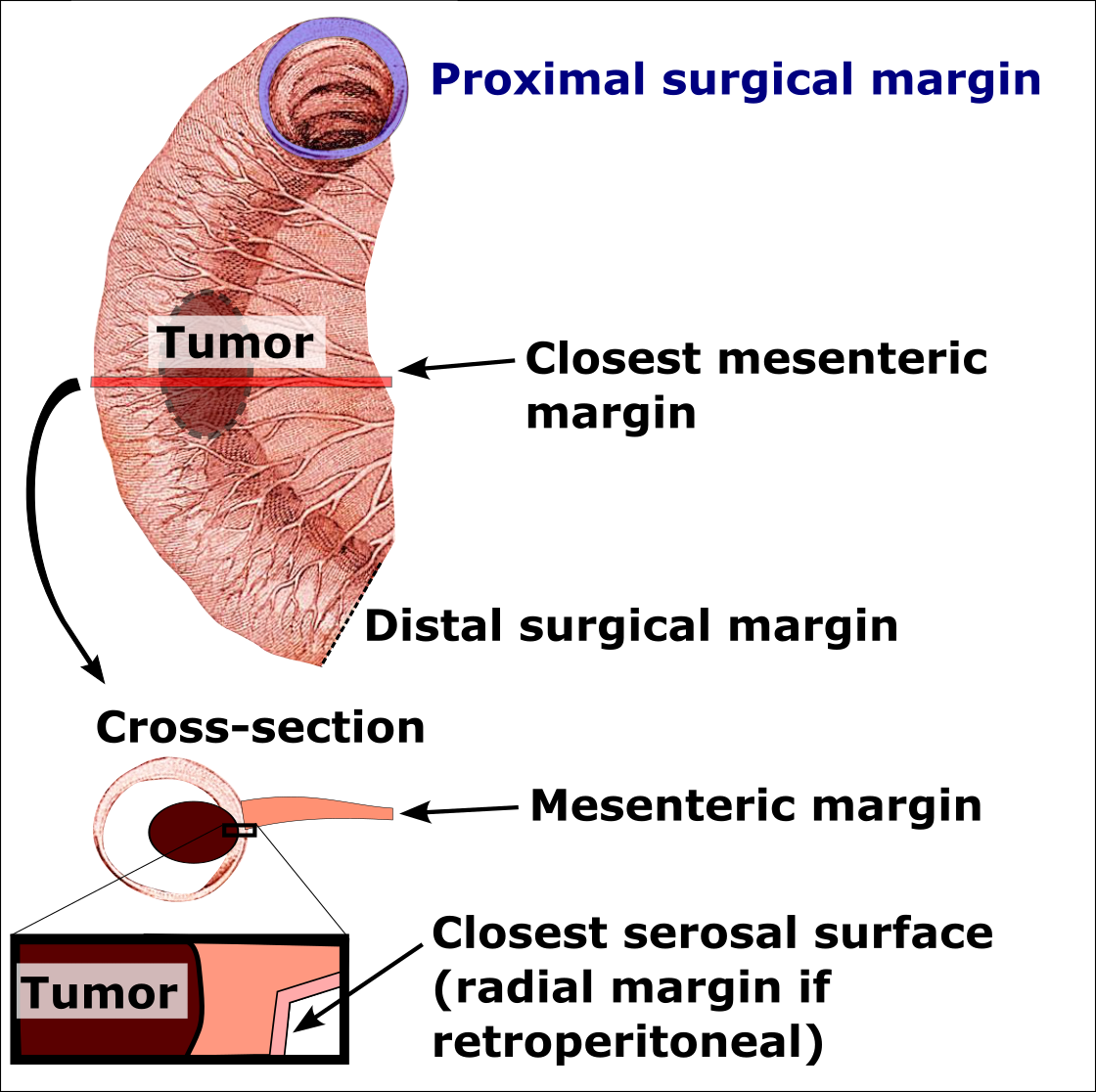
Edges and margins for an intestinal tumor.

## التعريف
يحدد الهامش الجراحي في تقرير الجراحة الهامش المرئي أو الحافة الحرة للأنسجة «الطبيعية» التي يراها الجراح بالعين المجردة. يحدد الهامش الجراحي كما هو مقروء في تقرير علم الأمراض القياس النسيجي للأنسجة الطبيعية أو غير المتأثرة المحيطة بالورم المرئي تحت المجهر على قسم الأنسجة المثبت على الزجاج.
الهامش الجراحي «الضيق» يعني أن الورم موجود بالقرب من الهامش الجراحي، وهامش جراحي «واسع» يعني وجود الورم بعيدا عن الحافة المقطوعة أو الهامش الجراحي. يشير الهامش الجراحي الضيق باستخدام تقنية رغيف الخبز إلى أن السرطان المتبقي قد يترك بسبب خطأ سلبي زائف. غالبا ما يقوم الجراح بإجراء عملية جراحية الأخطاء المرتبطة ومعدل التكرار ثانية إذا لوحظ هامش جراحي ضيق في تقرير علم الأمراض.

## الأخطاء المرتبطة ومعدل التكرار
م إجراء هذا التحديد من خلال الفهم الكامل لـ «الخطأ السلبي الخاطئ» الجوهري في تقنية صناعة الأنسجة (المعروف أيضًا باسم POMA - وهو مصطلح يستخدمه NCCN). كلما زاد الخطأ السلبي الخاطئ، زاد معدل تكرار الإصابة بالسرطان أو الورم في الهامش الجراحي. هذا يرجع إلى الخطأ في قراءة عينة علم الأمراض على أنها خالية من الورم المتبقي عندما يكون هناك بالفعل ورم متبقي حيث لم يتم قطع العينة وتركيبها على شريحة الأنسجة. يعتبر «الخطأ السلبي الخاطئ» منخفضًا جدًا في طريقة CCPDMA لمعالجة الأنسجة  ، ويمكن أن يكون مرتفعًا جدًا في طريقة معالجة الأنسجة برغفة الخبز (POMA). في طريقة معالجة رغيف الخبز، سيلاحظ المرء معدل خطأ سلبي كاذب مرتفع بهامش جراحي ضيق؛ وسوف يلاحظ المرء خطأً سلبيًا كاذبًا منخفضًا بهامش جراحي واسع لهامش الجراحة تأثير أقل أهمية على معدل الخطأ السلبي الخاطئ لطرق CCPDMA ، مما يسمح للجراح باستخدام هوامش جراحية ضيقة جدًا بشكل روتيني (1 إلى 2 مم لسرطان الجلد غير الميلانيني).